# Бурнашев, Тимофей Степанович
Тимофей Степанович Бурнашев (1772, Змеиногорский рудник — 7 декабря 1849, Барнаул) — русский горный инженер, путешественник, управленец, селекционер.

## Биография
Родился в семье сержанта Колывано-Воскресенского батальона. В 1783—1785 годы учился в Змеиногорской горнозаводской школе, в 1875 году начал службу пробирным учеником. В 1790—1791 годы учился в Барнаульском горном училище, после чего работал на Змеиногорском руднике ревизором горного производства, а затем — на Риддерском руднике, где впервые создал лабораторию по исследованию добавленных руд.
По высочайшему повелению в 1794—1795 годы совершил путешествие в Бухару. В 1796 году с русским посольством в составе А. С. Безносикова, Д. Телятникова прибыл в Ташкент. Экспедиция уточнила географическое положение пустыни Бетпак-Дала, сделала описание реки Чу и Мойынкумов. Карты, выполненные Бурнашевым и Безносиковым, позже изданы P. Л. Югаем.
Вторично Бурнашев был приглашён правителем Ташкента как специалист горного дела в 1800 году. По пути из Семипалатинска в Ташкент через пустыню Бетпак-Дала и обратно через Туркестан и Созак совместно с М. Поспеловым изучал названия местностей, рек и озёр, гор, а также быт казахских аулов, социальное положение населения, хозяйство и так далее. Составил сведения о ташкентском владении, о географическом, экономико-политическом положении, взаимоотношениях с Кокандом, с соседними казахскими территориями. Отчёты о путешествиях были опубликованы в «Сибирском вестнике» (1818) и в сокращённом варианте — в «Вестнике Императорского Русского географического общества» (1851).
Оба путешествия на самом деле являлись секретными разведывательными экспедициями с целью сбора сведений о «ташкентских землях» и секретных проходах через Голодную и Киргизскую степи. Составленные Т. С. Бурнашёвым отчёты получили высокую оценку в Петербурге, и он был пожалован чином горного штаб-офицера.
С 1800 года служил на Колывано-Воскресенских заводах. В 1810—1817 годах — управляющий Локтевским сереброплавильным заводом, с 1818 — член Канцелярии горного начальства. В 1818—1819 годах исполнял обязанности начальника Колывано-Воскресенских (Алтайских) заводов, в 1821—1829 — начальник Нерчинских заводов (Нерчинского горного округа). Был невольным тюремщиком декабристов С. Г. Волконского, братьев П. И. и А. И. Борисовых, В. Л. Давыдова, Е. П. Оболенского, А. З. Муравьёва, С. П. Трубецкого, А. И. Якубовича, отбывавших каторгу на Благодатском руднике. В феврале 1827 года способствовал окончанию 1-й политической голодовки декабристов, в дальнейшем не допускал необоснованных претензий к ним.
22 июня 1822 года подал рапорт в Канцелярию Е.И.В., в котором на основании проведённого им анализа 64-летней истории учебных заведений Нерчинского горного округа и 70-летней деятельности Нерчинского горного училища предложил восстановить систему начальных школ. В 1823 году создал окружное горное училище в с. Нерчинский Завод и восстановил систему горных школ в округе (создал 9 школ). Участвовал в разработке положения и учебных программ училища; преподавал в горно-заводской школе в Змеиногорске.
Будучи начальником Нерчинских заводов, ввёл в окрестностях Нерчинска усовершенствованные земледельческие орудия и посадку картофеля, издал наставление по посадке картофеля; способствовал разведению гималайского ячменя.
В 1832 году вышел в отставку обер-берггауптманом 5-го класса, занялся сельским хозяйством. Разводил близ Барнаула китайский и американский табак, за что в 1838 году был награждён золотой медалью Императорского московского общества сельского хозяйства. Действительный член Императорского московского общества сельского хозяйства (с 1823), Московского общества испытателей природы.
Похоронен в Барнауле, в Нагорном парке.

### Семья
Дочь — Анна (1808 — ?), замужем за Александром Ивановичем Кулибиным (1799—1837), управляющим казёнными золотыми промыслами.

## В отзывах современников
По отзыву Е. П. Оболенского, был «довольно груб» на словах, на деле же старался «облегчить наше положение».

## В искусстве
Является одним из действующих лиц драмы Евгения Балакина «Демидовская площадь», романа Марии Марич «Северное сияние».
Показан в эпизоде фильма «Звезда пленительного счастья» (1975) — в сцене венчания Ивана Анненкова и Полины Гёбль.

## Память
В архивах России хранятся:
- в Российской государственной библиотеке (Ф.211 — 7 — 34) — письмо Т.Бурнашева к А. Н. Оленину от 25.1.1819 (из Барнаула в С.-Петербург)[19]